# Chevron Phillips Chemical
Chevron Phillips Chemical Company är ett amerikanskt multinationellt samriskföretag främst inom den kemiska industrin men även inom verkstadsindustrin. Samriskföretaget tillverkar kemikalier som bland annat aromatiska kolväten, eten, olefinplast, polyeten, propen, specialkemikalier och styren. CPC tillverkar också pipeline-system. Samriskföretaget har verksamheter i Belgien, Colombia, Qatar, Saudiarabien, Singapore och USA. CPC ägs av de globala petroleumbolagen Chevron, via dotterbolaget Chevron U.S.A., och Phillips 66 till 50% vardera.

## Historik
Samriskföretaget grundades den 1 juli 2000 av Chevron och Phillips Petroleum när företagen fusionerade deras kemiska verksamheter till ett enda företag, dock avstod Chevron att göra det med deras verksamhet för oljetillsatser med varumärket Chevron Oronite. År 2002 blev Phillips Petroleum fusionerad med Conoco och bildade Conoco Phillips. Det nya fusionerade företaget blev ägaren för de 50% som ägdes av Phillips Petroleum. År 2012 blev Phillips 66 avknoppad från Conoco Phillips och som övertog samtidigt ägarandelen i samriskföretaget.